# Revinson
Le Revinson est un affluent de la Seine. Il prend sa source à Poiseul-la-Grange et se jette dans la Seine à Quemigny-sur-Seine.

## Communes traversées
Toutes en Côte-d'Or : Poiseul-la-Grange ~ Oigny ~ Étalante ~ Orret ~ Duesme ~ Aignay-le-Duc ~ Beaunotte ~ Quemigny-sur-Seine

## Affluents
- La Coquille

## Tourisme
- Le village d’Aignay-le-Duc